# Těchlovice (district de Děčín)
Pour les articles homonymes, voir Těchlovice.
Těchlovice (en allemand : Tichlowitz) est une commune du district de Děčín, dans la région d'Ústí nad Labem, en Tchéquie. Sa population s'élevait à 523 habitants en 2021.

## Géographie
Těchlovice se trouve sur la rive droite de l'Elbe, qui traverse les hauts plateaux de Bohême centrale. Le village est situé à 9 km au sud de Děčín, à 12 km au nord-est d'Ústí nad Labem et à 72 km au nord-nord-ouest de Prague.
La commune est limitée par Děčín au nord, par Heřmanov et Verneřice à l'est, par Zubrnice et Malé Březno au sud, et par l'Elbe et les communes de Dobkovice et Povrly à l'ouest.

## Histoire
Těchlovice a probablement été fondé au Xe ou XIe siècle. La première mention écrite de la paroisse de Tyechleuicz date de 1360.

## Patrimoine
- Le château de Vrabinec

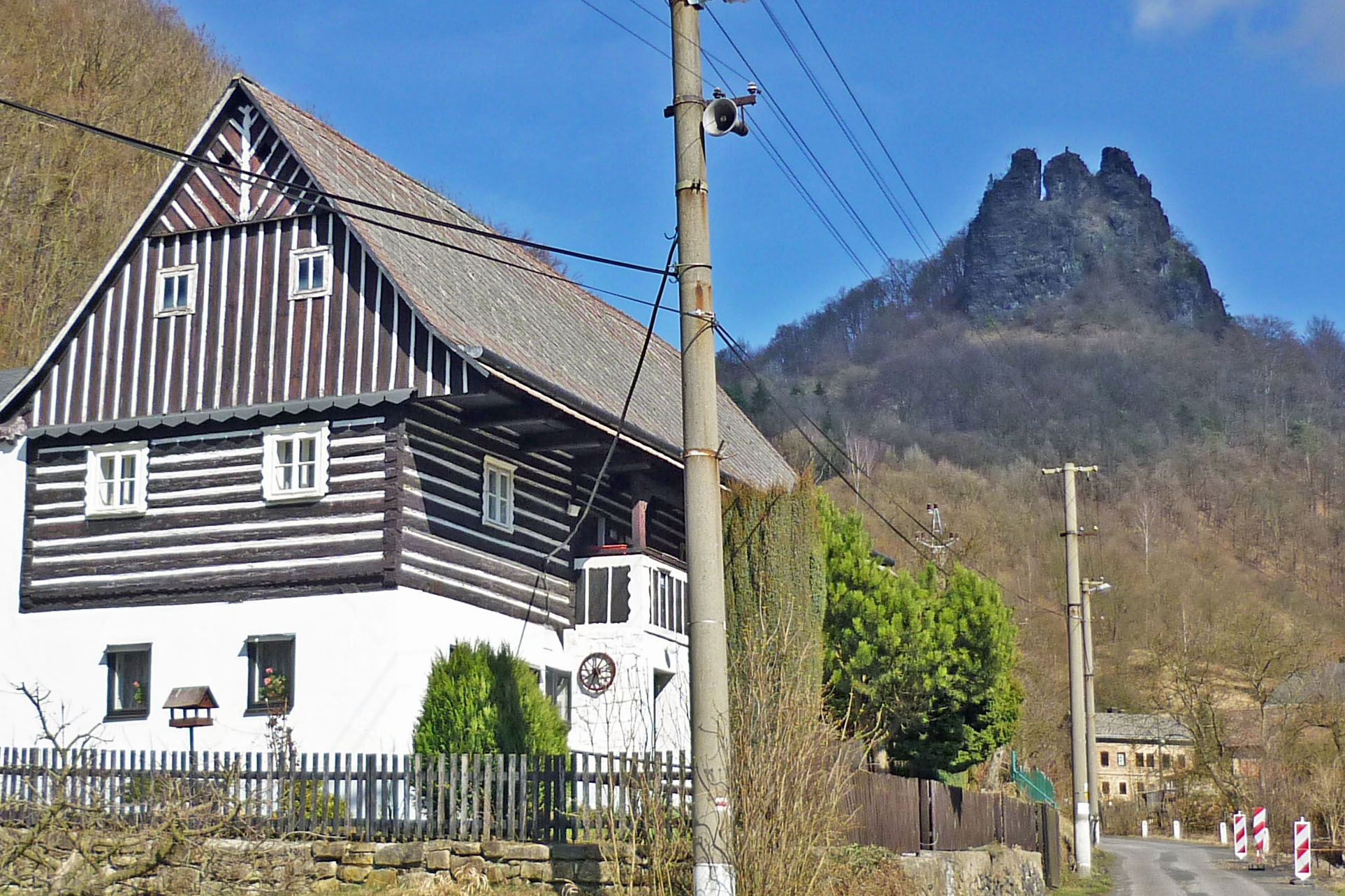
Babětín: château de Vrabinec.
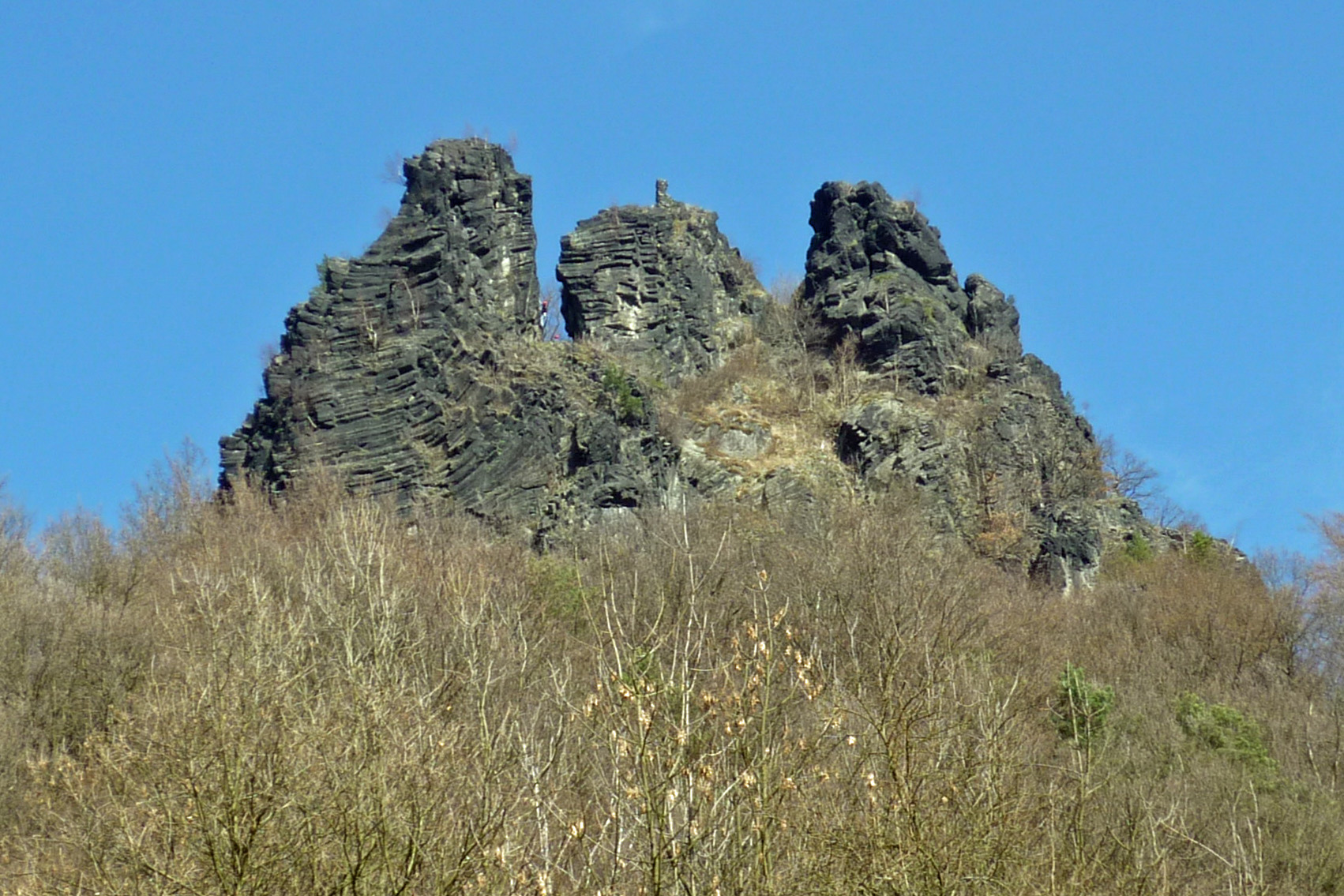
Ruines du château de Vrabinec.

## Transports
Par la route, Těchlovice se trouve à 11 km de Děčín, à 15 km d'Ústí nad Labem et à 90 km de Prague.